# Hussein Baroudi
Pour les articles homonymes, voir Baroudi.
Hussein Baroudi ou Hassine Baroudi, né en 1698 à Tunis et décédé en 1772 à Tunis, est un savant religieux tunisien.
Né dans une famille turque de lettrés, originaire de Morée en Grèce, il est le fils d'Ibrahim El Baroudi, janissaire converti à l'islam, spécialiste de la fabrication de la poudre à canon (baroud d'où le nom de famille Baroudi) et surtout homme pieux. Le frère aîné d'Hussein, Mustapha, est secrétaire et interprète du dey de Tunis, son second frère Hassan est un savant religieux, imam et ambassadeur à Constantinople pour le compte d'Ali Ier Pacha.
Baroudi fait ses études à la Zitouna, où il devient un professeur réputé vers la fin du règne d'Hussein Ier Bey. Il prend parti pour celui-ci lors du coup d'État pachiste. Emprisonné puis exilé à Zaghouan par Ali Ier Pacha, il y continue d'exercer son métier d'enseignant. Il revient à Tunis en 1757, lorsque les fils d'Hussein Ier Bey reviennent d'Alger.
Il prend la succession de son frère à l'imamat de la mosquée Youssef Dey puis devient imam de la mosquée du palais du Bardo, charge hautement symbolique car cela fait de lui l'imam du bey ; il inaugure là une tradition familiale qui se poursuivra jusqu'en 1906. Étant le plus âgé et le plus expérimenté des religieux turcs qui n'ont pas pris parti pour Ali Ier Pacha, il est fait bach mufti hanéfite de la régence de Tunis par Mohamed Rachid Bey en 1757.
Baroudi initie une tradition de sciences religieuses et d'érudition dans sa descendance, tant du côté de ses fils Ahmed et Mohamed, qui seront muftis sous le règne d'Hammouda Pacha, que du côté de son gendre et successeur à la tête de la magistrature hanéfite du pays, Mohamed Bayram. La renommée de la famille Baroudi fait qu'elle sera l'une des premières familles tunisoises à faire alliance avec un bey régnant, avec le mariage d'Hammouda Pacha avec la petite fille du bach mufti en 1790.